# 坪内忠勝
坪内 忠勝（つぼうち ただかつ、文亀2年（1502年） - 永禄12年（1569年））は、戦国時代の武将。坪内城主坪内昌家の養子。実名は前野時氏のち前野忠勝。通称は又五郎。

## 来歴
忠勝は、尾張国の土豪前野家の一門である前野長義の三男として文亀2年(1502年)に生まれた。初め前野時氏。のちに前野忠勝と改める。娘は坪内定兼の子・坪内兼光に嫁ぎ、兼光は時氏の養子となって前野為定、後に前野自唯を名乗る。為定は時氏の子、前野自勝を養子に迎え、その子孫は讃岐前野氏、阿波前野氏となった。山内掃部助實通の子である前野時之を養子に迎え、その子孫は代々土佐藩山内家に仕え土佐前野氏となり、山内家一門として山内姓を名乗ることを許された。
1547年9月、尾張国の織田弾正忠家当主織田信秀（および朝倉孝景・土岐頼芸）と道三流斎藤氏当主斎藤道三との間で加納口の戦いが起こる。この頃は前野又五郎忠勝と名乗っていた忠勝は、この戦いに参加し戦功を挙げ、この戦いで討ち死にした坪内広綱の父である坪内昌家の養子となり、かつての昌家・広綱の居城であった尾張国野府城の城代となる。これにより前野氏系坪内氏の当主となり、坪内又五郎忠勝と改名した。後に兄前野宗康の三男である前野勝長を養子に迎え、坪内勝長を名乗って家督を継いだ。

## 氏族
この坪内忠勝は、前野坪内氏の祖であり、藤原利仁流富樫氏族坪内氏の娘と婚姻して坪内氏を称した。
野武城主であったことから野武前野氏ともいわれる。

## 系譜
- 父：前野長義
- 養父：坪内昌家
- 母：安井重幸妹
- 室：山内實豊娘（山内實通妹）か（山内盛豊妹とも[7]）
- 室：坪内氏娘
- 女子：於弥（前野為定室）
- 養子：前野為定
- 養子：坪内勝長（実名は前野勝長。前野定永とも。佐々成政の家老。）
- 長男：前野自勝（坪内宗高）
- 次男：前野忠康（舞兵庫）
- 養子：前野時之（土佐前野氏（前野山内氏）祖）